# Fortí del Llorito
El Fortí del Llorito és una obra de Tarragona inclosa a l'Inventari del Patrimoni Arquitectònic de Catalunya.

## Descripció
Torratxa de maçoneria de vuit costats d'1 m, amb la base troncopiramidal i cos prismàtic. Es conserva la porta d'entrada de mig punt, de pedra picada. També són de pedra picada les cantoneres de la base atalussada. És el darrer vestigi del fortí situat en aquest cim, que formava la primera línia de defensa al voltant de Tarragona (finals del segle xvii o XVIII) destruït durant la guerra del Francès.